# تنکای

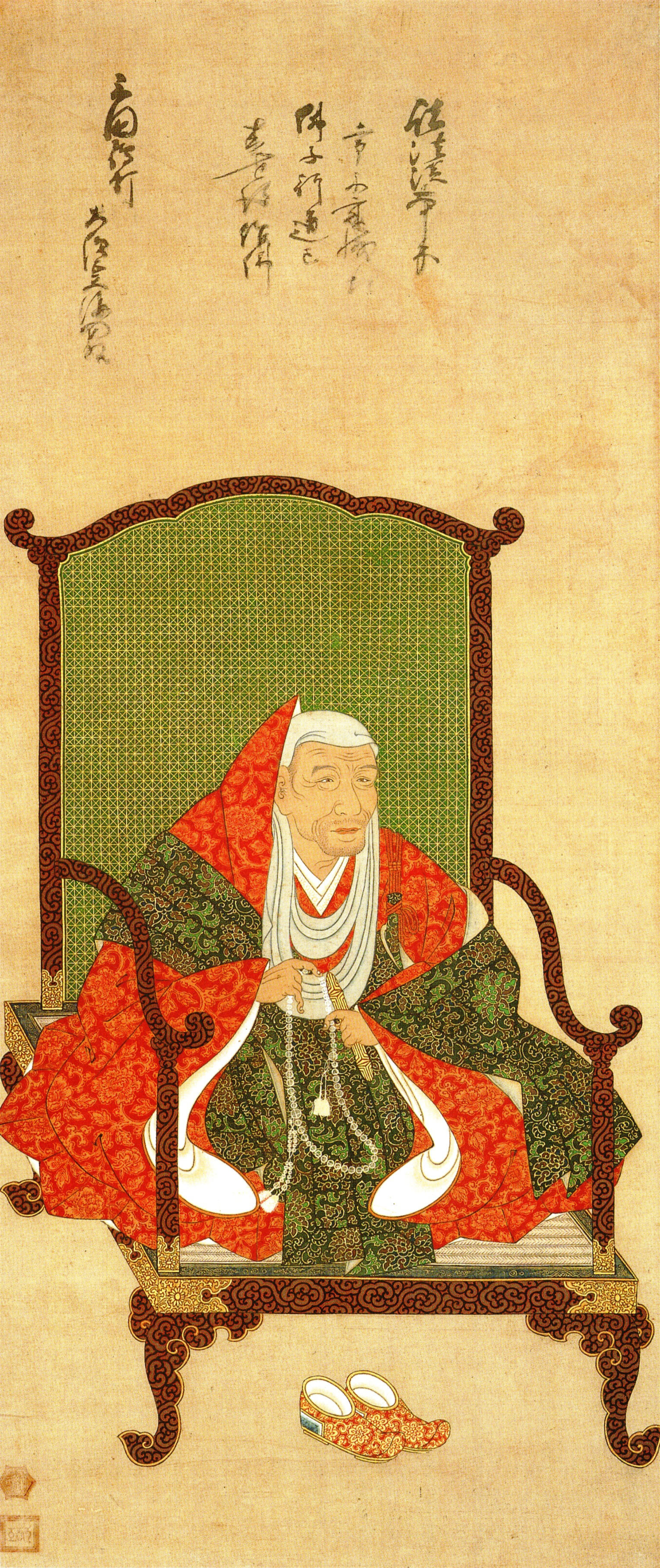
تنکای

تنکای (به ژاپنی: 天海 Tenkai)، نانکوبو تنکای (به ژاپنی: 南光坊天海) (۱۵۳۶ – ۱۶۴۳) یک راهب بودیسم و پیرو فرقهٔ تندای در دوره آزوچی–مومویاما و اوایل دوره ادو بود. وی از مشاوران مهم توکوگاوا ایه‌یاسو در امور مذهبی بود.

## نگارخانه

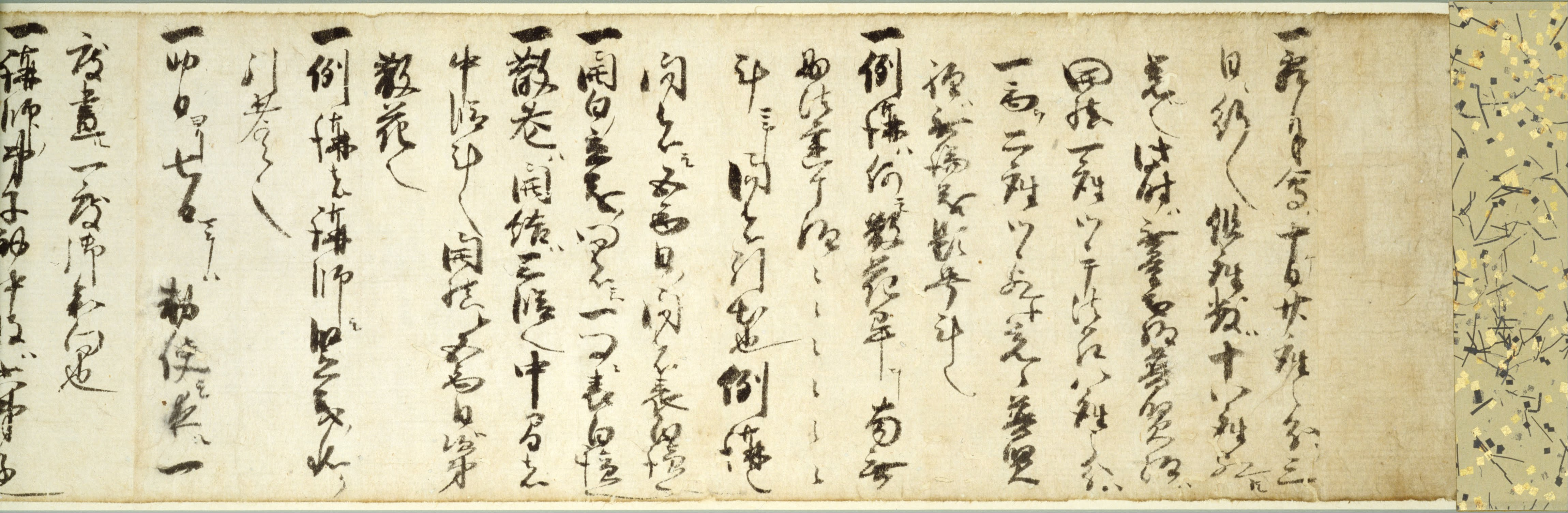
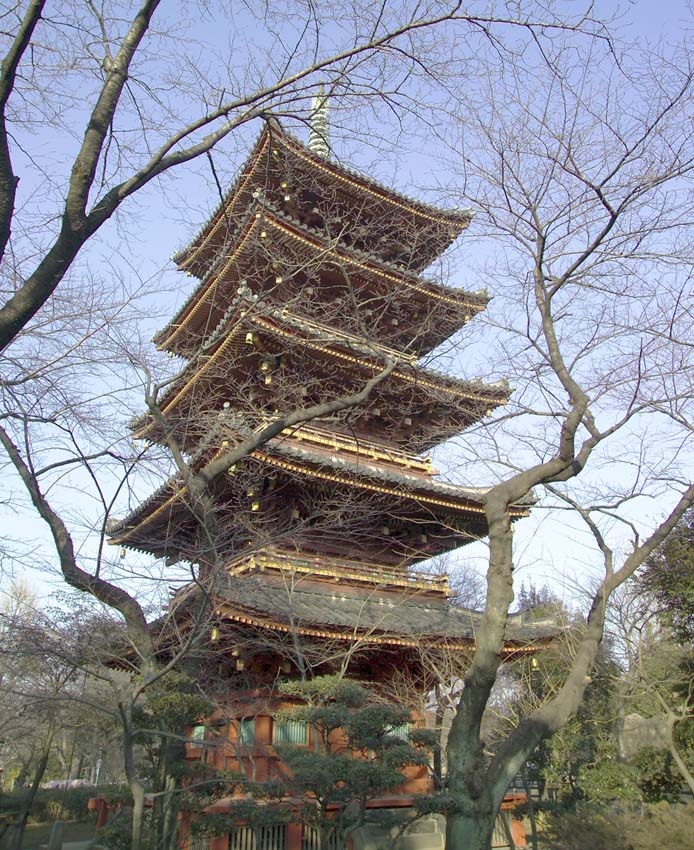
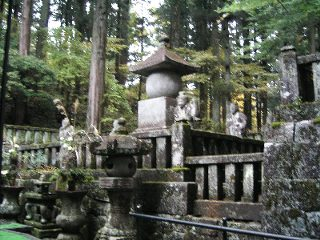
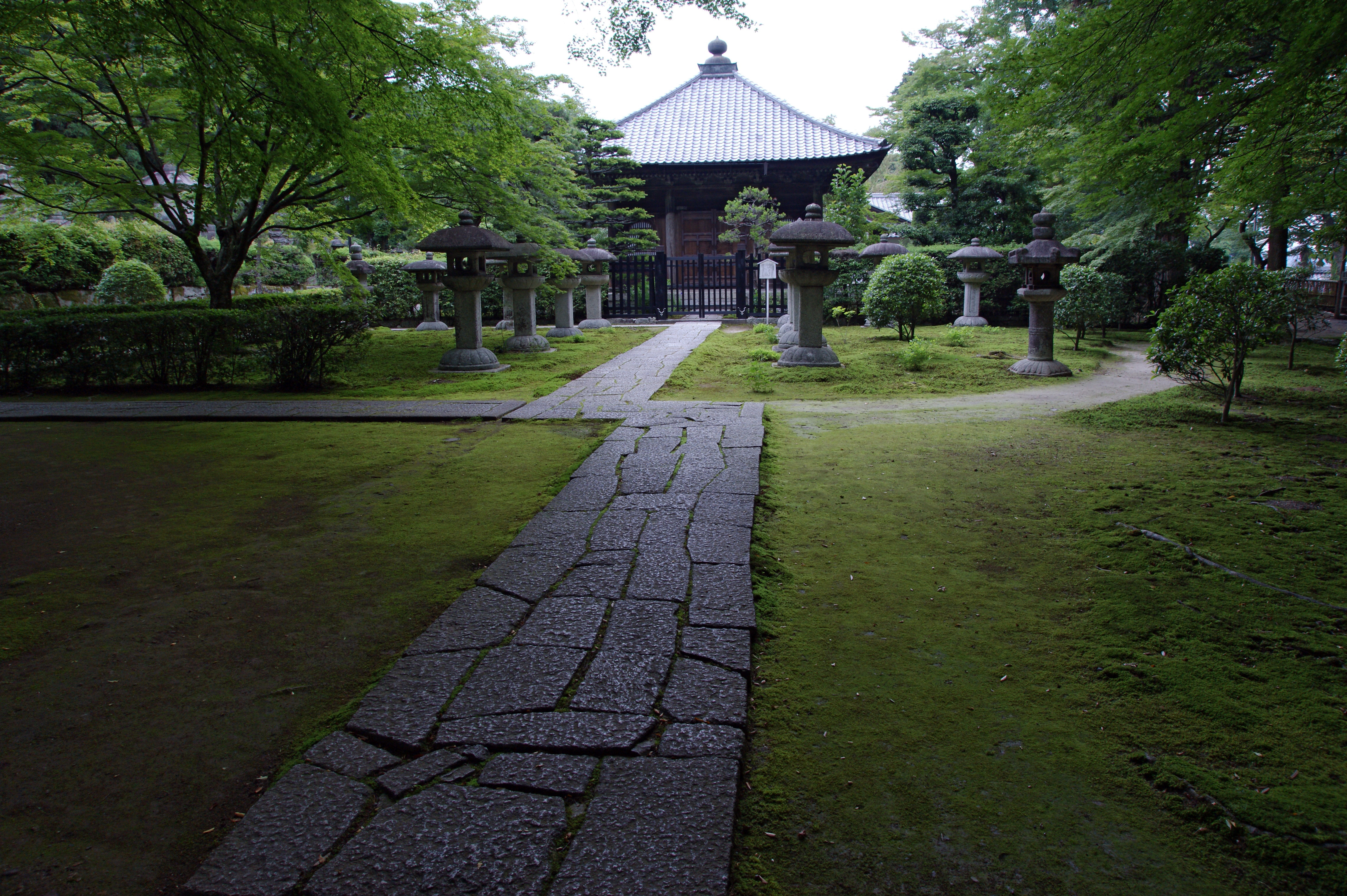